# Ciarán McMenamin
Ciarán McMenamin (Enniskillen, 1975) is een in Noord-Ierland geboren acteur, die in verscheidene Britse en Amerikaanse films en televisieseries is verschenen.
Eind jaren 90 had hij zijn grote doorbraak in de Channel 4 comedyserie "The young person's guide to becoming a rock star."
Recentelijk verscheen hij voornamelijk in ITV producties als "The Golden Hour", "Marple" en "Jericho."
Winnaar van de Kenneth Branagh Renaissance Award (juni 1997) en de Gold Medal RSAMD (1998).

## Filmografie
- Primeval (TV serie) -(2010-2011)
- Saving the Titanic (Filmdocumentaire) - (2012)
- Jericho (TV series) - DC John Caldicott (3 episodes, 2005)
- The Golden Hour (TV series) - Dr. Paul Keane (4 episodes, 2005)
- Pulling Moves (TV serie) - Tomas 'Ta' McKeown (10 episodes, 2004)
- The Private Life of Samuel Pepys (TV serie) - Will Hewer (2003)
- Bollywood Queen (2002) - Dean
- To End All Wars (2001) - Ernest Gordon